# Ulster Senior Hurling Championship
L'Ulster Senior Hurling Championship è il più importante torneo di hurling della provincia dell'Ulster. Si gioca nei mesi estivi e la finale si disputa a Luglio. È un torneo ad eliminazione diretta e la sua organizzazione spetta all'Ulster Board. Il torneo non è ai livelli del Leinster Senior Hurling Championship o del Munster Senior Hurling Championship e ciò è testimoniato dal fatto che nessuna squadra dell'Ulster abbia mai vinto l'All-Ireland Senior Hurling Championship, sebbene Antrim sia giunta a due finali. Questa è l'unica contea in cui l'hurling è più popolare del calcio gaelico.

## Vincitori
| Contea   | Vittorie | Anni delle vittorie |
| -------- | -------- | --- |
| Antrim   | 52       | 1900, 1901, 1903, 1904, 1905, 1907, 1909, 1910, 1911, 1913, 1916, 1924, 1925, 1926, 1927, 1928, 1929, 1930, 1931, 1933, 1934, 1935, 1936, 1937, 1938, 1939, 1940, 1943, 1944, 1945, 1946, 1947, 1948, 1949, 1989, 1990, 1991, 1993, 1994, 1996, 1998, 1999, 2002, 2003, 2004, 2005, 2006, 2007, 2008, 2009, 2010, 2011, 2012 |
| Derry    | 4        | 1902, 1908, 2000, 2001 |
| Down     | 4        | 1941, 1992, 1995, 1997 |
| Donegal  | 3        | 1906, 1923, 1932 |
| Monaghan | 2        | 1914, 1915 |

Le seguenti squadre hanno raggiunto la finale, senza mai vincerla.
| Contea   | Finali | Anno                         |
| -------- | ------ | ---------------------------- |
| Cavan    | 5      | 1908, 1926, 1927, 1928, 1936 |
| New York | 1      | 2006                         |
| Armagh   | 1      | 1946                         |

Antrim ha sempre partecipato a tutte le finali, tranne quelle del 1908 e 2001. Nonostante la sua schiacciante superiorità, ci sono accese rivalità con Monaghan e Down.

## Albo d'oro
| Anno      | Vincitore               | Finalista          |
| --------- | ----------------------- | ------------------ |
| 2010      | Antrim 4-22             | Down 1-12          |
| 2009      | Antrim 3-20             | Down 4-15          |
| 2008      | Antrim 3-19             | Down 2-15          |
| 2007      | Antrim 2-24             | Down 0-04          |
| 2006      | Antrim 2-20             | New York 1-14      |
| 2005      | Antrim 2-22             | Down 1-18          |
| 2004      | Antrim 1-15 3-14        | Down 1-15 0-18     |
| 2003      | Antrim 3-21             | Derry 1-12         |
| 2002      | Antrim 3-16             | Down 1-18          |
| 2001      | Derry 1-17              | Down 3-10          |
| 2000      | Derry 4-08              | Antrim 0-19        |
| 1999      | Antrim 2-19             | Derry 1-09         |
| 1998      | Antrim 1-19             | Derry 2-13         |
| 1997      | Down 3-14               | Antrim 0-19        |
| 1996      | Antrim 1-20             | Down 2-12          |
| 1995      | Down 3-07 1-19          | Antrim 1-13 2-10   |
| 1994      | Antrim 1-19             | Down 1-13          |
| 1993      | Antrim 0-24             | Down 0-11          |
| 1992      | Down 2-16               | Antrim 0-11        |
| 1991      | Antrim 3-14             | Down 3-10          |
| 1990      | Antrim 4-11             | Down 2-11          |
| 1989      | Antrim 2-16             | Down 0-09          |
| 1950–1988 | Competizione non svolta |                    |
| 1949      | Antrim                  | Nessuno            |
| 1948      | Antrim                  | Nessuno            |
| 1947      | Antrim                  | Nessuno            |
| 1946      | Antrim 6-03             | Armagh 2-01        |
| 1945      | Antrim 8-02             | Donegal 2-04       |
| 1944      | Antrim 5-07 7-03        | Monaghan 6-04 0-01 |
| 1943      | Antrim 6-08             | Down 2-00          |
| 1942      | Non concluso            |                    |
| 1941      | Down 5-03               | Antrim 2-05        |
| 1940      | Antrim 4-04             | Down 1-03          |
| 1939      | Antrim 9-08             | Down 4-02          |
| 1938      | Antrim 3-05             | Donegal 2-02       |
| 1937      | Antrim 6-07             | Donegal 3-02       |
| 1936      | Antrim 2-10             | Cavan 3-02         |
| 1935      | Antrim 7-09             | Donegal 0-03       |
| 1934      | Down 3-04               | Donegal 2-02       |
| 1933      | Antrim 1-07             | Donegal 2-01       |
| 1932      | Donegal 5-04            | Antrim 4-05        |
| 1931      | Antrim 4-10             | Derry 0-01         |
| 1930      | Antrim 10-04            | Down 2-00          |
| 1929      | Antrim                  | Donegal            |
| 1928      | Antrim 4-05             | Cavan 1-01         |
| 1927      | Antrim 5-04             | Cavan 3-03         |
| 1926      | Antrim 4-03             | Cavan 3-01         |
| 1925      | Antrim 5-04             | Donegal 4-05       |
| 1924      | Antrim 5-03             | Donegal 4-00       |
| 1923      | Donegal 7-01            | Antrim 3-00        |
| 1922      | Non svolto              |                    |
| 1921      | Non svolto              |                    |
| 1920      | Non svolto              |                    |
| 1919      | Non svolto              |                    |
| 1918      | Non svolto              |                    |
| 1917      | Non svolto              |                    |
| 1916      | Antrim 3-01             | Monaghan 1-01      |
| 1915      | Monaghan 1-05           | Antrim 1-02        |
| 1914      | Monaghan 2-00 4-03      | Antrim 2-00 1-00   |
| 1913      | Antrim 3-03             | Monaghan 0-00      |
| 1912      | Antrim                  | Monaghan           |
| 1911      | Antrim                  | Monaghan           |
| 1910      | Antrim                  | Donegal            |
| 1909      | Antrim                  | Monaghan           |
| 1908      | Derry 2-08              | Cavan 0-02         |
| 1907      | Antrim 4-17             | Derry 0-06         |
| 1906      | Donegal 5-21            | Antrim 0-01        |
| 1905      | Non ufficiale           |                    |
| 1904      | Antrim                  | Sconosciuto        |
| 1903      | Antrim 2-04             | Donegal 0-05       |
| 1902      | Derry 2-07              | Antrim 2-05        |
| 1901      | Antrim                  | Derry              |
| 1900      | Antrim                  | None               |